# Medelpads runinskrifter 9
Runinskrift M 9 är en nu försvunnen runsten som tidigare stod vid Selångers gamla kyrka i Selångers socken och Sundsvalls kommun i Medelpad. Stenen har varit saknad alltsedan tiden kring 1770. Den finns dock avbildad på ett träsnitt av Johannes Bureus (1600) och Johan Peringskiöld (1687). Stenen hade ett kors. Den dateras till vikingatid och har Stilgruppering: Pr3.

## Inskriften
Translitterering av runraden:
[siuhurþ auk þuriR haþin auk harsR raistu stain þina
Normalisering till runsvenska:
Sigurðr ok ÞoriR, Heðinn ok HærsiR ræistu stæin þenna æftiR Þorð Siarðu(?), faður sinn.
Översättning till nusvenska:
Sigurd och Tore, Heden och Härser reste denna sten efter Tord Siarda(?), sin fader.